# De Schabbert
De Schabbert was een parochiekerk in de Noord-Brabantse stad Helmond, gelegen aan de Nachtegaallaan 215 in de wijk Eeuwsels.

## Geschiedenis
Nadat in 1984 de Onze-Lieve-Vrouw van Binderenkerk werd gesloten werd dit kerkelijk centrum in gebruik genomen. Het betreft een eenvoudig vierkant gebouwtje met tentdak, waar bovenin een lichthoepel is aangebracht.
In 2011 werd ook dit kerkje onttrokken aan de eredienst. In 2013 werd De Schabbert in gebruik genomen door het Rode Kruis. Vanaf 2022 werd De Schabbert een buurtcentrum.